# Martin Prince
Martin Prince, Jr. is een personage uit de animatieserie The Simpsons. Hij wordt ingesproken door Russi Taylor.

## Profiel
Martin Prince is een student op de lagere school van Springfield. Hij is net als Lisa Simpson behoorlijk slim voor zijn leeftijd. Hij is een favoriete leerling van veel leraren, en vertoont stereotiep gedrag van een geek zoals zijn grote passie voor sciencefiction, rollenspellen. Hij heeft een IQ van 216. Over het algemeen kan Martin worden gezien als de nerd van zijn klas, en is een gewild slachtoffer voor de perstkoppen van de school. Daar hij er o.a. voor heeft gezorgd dat schooldagen 20 minuten langer moeten duren, juichen zijn meeste medeleerlingen dit pesten alleen maar toe.
Martin heeft meerdere malen geprobeerd vrienden te worden met Nelson Muntz, wat waarschijnlijk ook gelukt zou zijn als Nelson niet zijn reputatie als pestkop hoog wilde houden. Martin kampt met obesitas, en moest in de aflevering Kamp Krusty dan ook verplicht afvallen.
Martin heeft vaak samengewerkt met Bart Simpson, en ze lijken het grootste deel van de serie ook vrienden te zijn. Toch hebben ze wel hun conflicten gehad, zoals toen ze beide klaspresident wilden worden. Samenwerkingen tussen Bart en Martin waren o.a. toen ze de allereerste strip van Radioactive Man wilden kopen, toen ze Springfields citroenboom wilden terugstelen uit Shelbyville en toen ze samen met Milhouse en Nelson een reis maakten naar Knoxville, Tennessee. Bart noemt Martin vaak "Milton", wat dan wordt gecorrigeerd door Milhouse.
In de loop van de serie is Martin een stuk passiever geworden. Ook heeft hij de gewoonte zich te verkleden als godinnen uit de Griekse mythologie voor halloween.

## Uitvindingen
In de serie heeft Martin een aantal keren iets uitgevonden:
- Honor Roller - een zeepkist, te zien in de aflevering Saturdays of Thunder.
- Homer's Enemy – een werkende miniatuur kerncentrale die een auditorium van stroom kan voorzien.
- Childlike Humanoid Urban Muchacho (C.H.U.M.) – een robotvriend uitgevonden in Fat Man and Little Boy.